# Lipka Pardubice
Folklórní soubor Lipka je folklorní soubor z Pardubic.

## Historie
Soubor byl založen v roce 2007, svou činností navazuje na bohatý odkaz Souboru písní a tanců Lipka, na jehož počátku byl roku 1981 zájem několika jedinců vybudovat v regionu (kde zcela vymizela folklórní tradice) národopisný kolektiv, který by upozornil veřejnost na bohaté lidové umění oblasti Polabí. Během následujících více než dvaceti let své existence absolvoval nespočet vystoupení nejen v Československé, resp. České republice, ale i v zahraničí (např. Německu, Švédsku, Bulharsku či Řecku), získal četná ocenění a natáčel pro Československou televizi a rozhlas.

## Současnost
Současný Folklórní soubor Lipka pracuje při Kulturním domě Dubina v Pardubicích, přičemž jeho členskou základnu tvoří především bývalí členové pardubických dětských souborů Perníček a Radost. Repertoár souboru tvoří písně a tance především z Pardubicka, Hradecka, Chrudimska a českého Horácka. Soubor doprovází vlastní lidová hudba.